# Maciej Madej
Maciej Madej (ur. 15 sierpnia 1995 w Jastrzębiu-Zdroju) – polski siatkarz, grający na pozycji rozgrywającego.

## Przebieg kariery
| Lata                   | Klub                         |                   |                   |                   |                   |                   |                   |                   |                   |                   |
| Kariera juniorska      | Kariera juniorska            | Kariera juniorska | Kariera juniorska | Kariera juniorska | Kariera juniorska | Kariera juniorska | Kariera juniorska | Kariera juniorska | Kariera juniorska | Kariera juniorska |
| ---------------------- | ---------------------------- | ----------------- | ----------------- | ----------------- | ----------------- | ----------------- | ----------------- | ----------------- | ----------------- | ----------------- |
| –2011                  | Jastrzębski Węgiel           |                   |                   |                   |                   |                   |                   |                   |                   |                   |
| 2011–2014              | Norwid Częstochowa           |                   |                   |                   |                   |                   |                   |                   |                   |                   |
| Kariera seniorska      |                              |                   |                   |                   |                   |                   |                   |                   |                   |                   |
| 2014–2015              | BBTS Bielsko-Biała           |                   |                   |                   |                   |                   |                   |                   |                   |                   |
| 2015–2017              | Union Raiffeisen Waldviertel |                   |                   |                   |                   |                   |                   |                   |                   |                   |
| 2017–2018 (do 01.2018) | Anorthosis Famagusta         |                   |                   |                   |                   |                   |                   |                   |                   |                   |
| 2018 (od 14.01.2018)   | KPS Siedlce                  |                   |                   |                   |                   |                   |                   |                   |                   |                   |
| 2018–2019              | CV Mitteldeutschland         |                   |                   |                   |                   |                   |                   |                   |                   |                   |
| 2019–2020 (do 03.2020) | SKV Montana                  |                   |                   |                   |                   |                   |                   |                   |                   |                   |
| 2020 (od 11.03.2020)   | FT1844 Freiburg              |                   |                   |                   |                   |                   |                   |                   |                   |                   |
| 2020–2021              | Hylte/Halmstad VBK           |                   |                   |                   |                   |                   |                   |                   |                   |                   |
| 2021–2022              | GFC Ajaccio                  |                   |                   |                   |                   |                   |                   |                   |                   |                   |
| 2022–2023 (do 01.2023) | Savo Volley                  |                   |                   |                   |                   |                   |                   |                   |                   |                   |
| 2023 (od 31.01.2023)   | APOEL Nikozja                |                   |                   |                   |                   |                   |                   |                   |                   |                   |
| 2023-2024              | KV Peja                      |                   |                   |                   |                   |                   |                   |                   |                   |                   |

## Sukcesy klubowe
Liga austriacka:
- 2016

Puchar Szwecji:
- 2021

Liga szwedzka:
- 2021

Liga cypryjska:
- 2023[1]

Puchar Niepodległości:
- 2023

Puchar Federacji Kosowskiej:
- 2023

Puchar Kosowa:
- 2024

Liga kosowska:
- 2024